# Tatort: Feuerteufel
Feuerteufel ist eine Folge der Fernsehkrimireihe Tatort aus dem Jahr 2013. Der Film des NDR führt Wotan Wilke Möhring als neue Hauptfigur Kriminalhauptkommissar Thorsten Falke in die Reihe ein. Ihm zur Seite gestellt wird Petra Schmidt-Schaller als Kriminalkommissarin Katharina Lorenz. Das Ermittlerteam Falke und Lorenz wird durch Sebastian Schipper als Kriminalhauptkommissar Jan Katz komplettiert. Die Ermittlungsorte des neuen Teams liegen in Norddeutschland. Der erste Fall dreht sich um Autobrandstiftungen in Hamburg. Drehbuchautor war Markus Busch, der Regisseur Özgür Yildirim. Der Film wurde am 24. April 2013 mit einer Premiere in einem Hamburger Kino vorgestellt und am 28. April erstmals im deutschen, österreichischen und Schweizer Fernsehen ausgestrahlt.

## Handlung
Zum wiederholten Male brennt nachts in einem wohlhabenden Hamburger Stadtteil ein Auto auf der Straße. Dabei stirbt eine Frau, die offenbar im Wagen schlief. Kriminalhauptkommissar Thorsten Falke übernimmt den Fall. Da sein alter Freund Jan Katz zu Falkes großem Missfallen in den Innendienst wechselt, muss er bei den Ermittlungen wider Willen mit der jungen und attraktiven Kommissarin Katharina Lorenz, einer ausgebildeten Juristin vom Branddezernat, zusammenarbeiten. Die Ermittlungen gehen nur langsam voran, und die besorgten Bürger stellen eine eigene Bürgerwehr zusammen. Flugblätter werden verteilt und die autonome Szene von Hamburg beschuldigt.
Ruben Schaller, der Brandstifter, hat seine Tat mit dem Handy gefilmt. Die Aufnahme zeigt, wie das Opfer im Auto verzweifelt um Hilfe ruft. Dieses Video gerät in fremde Hände, und Schaller wird nun erpresst. Um sein Handy mit der Aufnahme wiederzubekommen, bedroht er Mirko Hansen, der es ihm wegnahm, mit einem Cuttermesser und verletzt ihn dabei so stark, dass dieser fast verblutet.
Da der Ehemann der Toten, Jürgen Mintal, ein Kopfgeld aussetzt, um die Täter zu finden, steht die Polizei unter erhöhtem Druck. Die Ermittler führen in den einschlägig bekannten Bezirken Befragungen durch und finden eine Spur zum niedergestochenen Mirko Hansen. Unterdessen bedroht der immer panischer werdende Ruben Schaller Jürgen Mintal, er solle das Kopfgeld zurücknehmen, sonst würde er ihn „kaltmachen“. Falke sieht sich in der Wohnung von Hansen um und trifft auf einen Jugendlichen, der weiß, dass Hansen wegen Schallers Handys Streit mit ihm hatte. Letzterer ist gerade damit zugange, Mintals Haus anzuzünden, als Falke und Lorenz eintreffen. Schaller wird angeschossen und zum Verhör gebracht. Das Video ist mittlerweile aber gelöscht, und so fehlen Beweise. Zudem gibt Schallers Freundin diesem ein Alibi für die Tatnacht. In einem Kreuzverhör mit Schaller und Mintal kommt ans Licht, dass Mintal das Unglück mit angesehen hatte. Während Schaller, der die Frau damals aus dem Auto gezogen hatte, an der nächsten Telefonzelle den Notruf absetzte, hatte Jürgen Mintal seiner Frau, die schon lange depressiv und alkoholabhängig war, den Mund solange zugehalten, bis sie erstickt war.

## Hintergrund
Die Dreharbeiten fanden unter dem Arbeitstitel Feuer über Flottbek vom 10. Juli bis 10. August 2012 in Hamburg und Umgebung statt. Die Wüste Medien GmbH, eine Tochterfirma von Wüste Film, produzierte den Film im Auftrag des NDR. Es sind jährlich zwei Filme mit den neuen Ermittlern um Wotan Wilke Möhring geplant, die an wechselnden Orten in Norddeutschland spielen.
Möhring hatte bereits wenige Wochen vor seiner eigentlichen Einführung als Ermittler einen kurzen Auftritt im Tatort Willkommen in Hamburg in einer Szene mit Til Schweiger, der damals seinerseits als neuer Hamburger Kommissar eingeführt wurde. Schweigers erster Fall wurde erst nach Feuerteufel gedreht, die Ausstrahlung war jedoch früher.
Als Klingelton von Kriminalhauptkommissar Thorsten Falke ist der Titel Sympathy for the Devil der Rolling Stones aus dem Jahr 1968 zu hören.

## Rezeption
Die Erstausstrahlung von Tatort: Feuerteufel am 28. April 2013 erreichte in Deutschland 10,0 Millionen Zuschauer und einen Marktanteil von 27,7 % für Das Erste; in der Gruppe der 14- bis 49-jährigen Zuschauer waren es 3,45 Millionen Zuschauer bei einem Marktanteil von 24 %.
Die Presse beurteilte den Film und das neue Ermittlerteam überwiegend positiv. Dabei wurde ein teilweise „unlogischer Plot“ bemängelt, der noch Luft nach oben für zukünftige Folgen lasse. Mehrfach wurde der Vergleich zu Til Schweigers weniger gut aufgenommenem Tatort-Debüt Willkommen in Hamburg gezogen, das einige Wochen zuvor ebenfalls in Hamburg spielte. In der Zuschauerrangliste der Website Tatort-Fundus.de belegte Feuerteufel wenige Tage nach der Ausstrahlung mit Rang 394 von 885 einen Platz im Mittelfeld.